# Ju-on
Série
Ju-on 2
(2000)
Pour plus de détails, voir Fiche technique et Distribution.
Ju-on (呪怨, Juon) est un film d'horreur japonais réalisé par Takashi Shimizu, sorti en février 2000. L'histoire présentée dans ce film s'achève dans sa suite : Ju-on 2.
Le film suit Shunsuke Kobayashi, instituteur d'école primaire, qui apprend que l'un de ses élèves, Toshio Saeki, n'est pas venu à l'école depuis des jours. Il décide de se rendre chez lui afin de vérifier si tout va bien. Une fois sur place, il découvre Toshio seul et blessé dans la salle de bain. Shunsuke inspecte les lieux lorsque des phénomènes étranges surgissent, comme une silhouette blanche apparaissant au premier étage.
Ju-on trouve ses fondations dans Katasumi et 4444444444, deux courts métrages d'une durée de trois minutes chacun, du même réalisateur. Ces courts-métrages ont été diffusés à la télévision japonaise le 27 septembre 1998 au sein d'une anthologie de 70 minutes nommée Gakkō no kaidan G.

## Synopsis
Le film s'ouvre sur un texte écrit sur fond blanc : "La malédiction de celui qui meurt en proie à une puissante colère se manifeste dans les endroits où ce dernier a vécu. Ceux qui y sont confrontés meurent et la malédiction se perpétue."
Le film se divise en plusieurs chapitres, dont chacun porte pour titre le nom d'un personnage.
Toshio : Shunsuke Kobayashi, instituteur d'école primaire, apprend que l'un de ses élèves, Toshio Saeki, n'est pas venu à l'école depuis des jours. Il décide de se rendre chez lui afin de vérifier si tout va bien. Une fois sur place, il découvre Toshio seul et blessé dans la salle de bain. Shunsuke inspecte les lieux lorsque des phénomènes étranges surgissent, comme une silhouette blanche apparaissant au premier étage...
Yuki : Yuki, une professeur de soutien, aide Kanna à faire ses devoirs. Kanna, distraite, lui demande si elle a un petit ami. Yuki lui répond que ça ne la regarde en rien et qu'elle devrait se concentrer sur ses devoirs. Yuki regarde soudainement partout, mal à l'aise. Elle dit à Kanna qu'elle a entendu un bruit, mais celle-ci ne la croit pas et se moque d'elle en lui faisant peur avec une figurine de chat noir. Yuki prend peur et dit à Kanna de ne pas plaisanter avec les chats noirs, dont Yuki a très peur. Kanna se souvient soudain qu'elle devait s'occuper de la cage des lapins de la classe, avec une amie. Yuki se retrouve seule dans la maison, et se met à entendre à nouveau des bruits.
N'y prêtant pas attention, elle décide de prendre l'air en écoutant de la musique, mais quelque chose semble faire sauter le CD qu'elle écoute.
Alors qu'elle est effrayée par l'apparition d'un chat noir qui semble attiré par la prise de son casque, Yuki s'engouffre dans le grenier. Une forme noire se dirige vers elle, et, alors qu'elle allume un briquet pour voir de quoi il s'agit, Kayako l'effraye et l'entraîne de force dans le grenier.
Mizuho : Mizuho a rendez-vous avec son petit ami, Tsuyoshi, mais celui-ci semble avoir mystérieusement disparu. Elle aperçoit son vélo à l'extérieur du lycée, essaye de le joindre par téléphone à plusieurs reprises, et est surprise par la directrice du lycée. La directrice passe une annonce générale et demande à Mizuho de l'attendre avec Tsuyoshi, au cas où celui-ci réapparaîtrait. Son téléphone sonne. Elle décroche et des miaulements se font entendre. Quelque chose de froid semble lui prendre le bras : il s'agit du fantôme de Toshio.
Kanna : Des médecins légistes examinent les corps de deux étudiantes retrouvées. L'une d'elles a la mâchoire arrachée et semble avoir disparu.
Noriko, la mère de Kanna, rentre chez elle après avoir fait des courses. Elle trouve la maison complètement vide. Le téléphone sonne. Noriko décroche : il s'agit de Mizuho. On aperçoit soudain quelqu'un qui semble monter les escaliers : il s'agit du fantôme de Kanna, qui tue Noriko en la pétrifiant.
Kayako : Le chapitre reprend là où il s'est arrêté. Shunsuke entend Toshio semblant parler avec quelqu'un, à l'étage. Toshio, regardant fixement le placard, Shunsuke comprend qu'il se passe des choses étranges. Son téléphone sonne. C'est Takeo qui l'appelle pour l'informer de la naissance de sa fille, qu'il tue après avoir raccroché le combiné. Shunsuke est mort, pétrifié par le fantôme de Kayako, alors qu'il tentait de quitter la maison des Saeki. Dans une ruelle, quelque chose, dans un sac poubelle, semble se diriger vers Takeo.
Kyoko : Kyoko Suzuki, la sœur de Tatsuya Suzuki, se rend à l'agence immobilière de son frère. Celui-ci lui parle d'une maison réputée hantée, qu'il souhaite vendre.
Il s'y rend avec Kyoko, et, à peine entrée à l'intérieur, celle-ci se montre mal à l'aise et ressent la présence d'esprits maléfiques. Elle boit une gorgée de saké mais le recrache aussitôt. Elle informe son frère que le saké perçoit les mauvais esprits, et que s'il y en a quelque part, le saké a un très mauvais goût.
Elle reçoit un appel de son frère le lendemain, où il l'informe qu'il a vendu la maison. Alors qu'elle s'y rend, elle aperçoit une femme la regarder, le regard vide. Kyoko en est effrayée et redoute le pire.

## Fiche technique
- Titre original : 呪怨
- Titre international : Ju-on: The Curse
- Titre français : Ju-on
- Réalisation : Takashi Shimizu
- Scénario : Takashi Shimizu
- Musique : Gary Ashiya
- Production : Takashige Ichise, Kazuo Katō, Masaaki Takashima
- Société de production : Toei Video
- Sociétés de distribution : Kadokawa Shoten, Toei Video
- Pays d’origine : Japon
- Langue originale : japonais
- Format : couleur — 1,33:1 — son Dolby
- Genre : horreur
- Durée : 70 minutes
- Date de sortie :
  -  11 février 2000
- Sortie DVD : 1er novembre 2007 en France (inclus dans les bonus du DVD Ju-on: The Grudge)

## Distribution
- Yūrei Yanagi : Shunshuke Kobayashi
- Chiaki Kuriyama : Mizuho
- Hitomi Miwa : Yuki
- Takako Fuji : Kayako Saeki
- Yūya Ozeki : Toshio Saeki
- Takashi Matsuyama : Takeo Saeki